# Dietrich Waßmann
Dietrich Heinrich Waßmann (* 28. Oktober 1897 in Großenheidorn; † 7. Januar 1954 in Addis Abeba, Äthiopien) war ein in Äthiopien tätiger Missionar der Hermannsburger Mission.

## Leben
Als Sohn einer schaumburg-lippeschen Leineweber-Familie hatte Waßmann bereits als Kind den Wunsch, Missionar zu werden. Von 1916 an war er Kriegsteilnehmer und begann nach kurzer Pflegeausbildung im Stephansstift in Hannover 1920 die theologische Ausbildung im Missionsseminar in Hermannsburg, Kreis Celle. Nach dem Ende der Ausbildung 1927 wurde er zusammen mit dem Missionar Hermann Bahlburg, der Leiter dieses Vorhabens war, und zwei Handwerkermissionaren für die Mission unter den Oromo (früher auch Galla genannt) in Äthiopien bestimmt. Die Gallamission war bereits ein damals vergeblich angestrebtes Ziel unter Pastor Ludwig Harms (1808–1868), dem Gründer der Hermannsburger Mission, gewesen.
1928 gelangten die Missionare über Addis Abeba, die Hauptstadt Äthiopiens, in die westliche Provinz Wollega. In Aira, Bezirk Gimbi, bauten Waßmann und seine Mitarbeiter eine Missionsstation auf und sammelten eine Gemeinde. Die Inlandsarbeit, selbst eine wahre Pionieraufgabe, wurde unter schwierigsten Bedingungen von der Hauptstadt Addis Abeba aus, wo Bahlburg wirkte, abgesichert.
Mit intensiver Bibelunterweisung und durch Predigt strebte Waßmann sein Ziel an. Er erlernte einheimische Sprachen, insbesondere Oromo, und befasste sich mit deren Struktur sowie mit den Sitten und Gebräuchen des Oromovolkes. „Waßmanns Verdienst ist es, dass er den Oromo ein Oromo geworden ist, ihre Sprache erlernte und eng mit ihnen zusammenlebte“ (Karl Mühlek).
Waßmann war auch beteiligt am Aufbau einer zweiten Inlandsstation in Beddellee etwa auf halbem Wege zwischen Addis Abeba und Aira. 1935 begann der italienisch-äthiopische Krieg. 1936 musste Waßmann mit Familie und deutschen Mitarbeitern die Inlandsstationen verlassen, konnte 1938 zurückkehren und von 1939 bis 1941 erneut in Aira wirken. Am 19. April 1941 musste er Aira wieder verlassen, nachdem er seinen äthiopischen Mitarbeiter Dafaa Djammoo zum ersten evangelisch-lutherischen Oromo-Pastor ordiniert hatte, und gelangte während des Krieges im Rahmen einer vom Internationalen Komitee des Roten Kreuzes IKRK geleiteten sog. „Heimschaffungsaktion“ wieder nach Deutschland. 53-jährig konnte Waßmann, zusammen mit Mitarbeitern, Anfang 1951 nach Äthiopien zurückkehren. Dort hatten sich inzwischen unter der Leitung von Pastor Dafaa Jammoo die evangelischen Gemeinden im westlichen Wollega, die aus der Arbeit der Hermannsburger und der Schwedischen Evangelischen Mission hervorgegangen waren, zu einer Gemeinschaft Evangelischer Gemeinden im Regierungsbezirk Gimbi zusammengeschlossen. Als fünf Jahre nach Waßmanns Tod 1959 die gesamtäthiopische Mekane-Yesus-Kirche (Ethiopian Evangelical Church Mekane Yesus, EECMY) entstand, wurden die Gemeinden als West Wollega Synode Teil der neu gegründeten Kirche. Sie bildeten die mitgliederstärkste Synode in der Kirche. 2013 zählt die Gesamtkirche über 6 Millionen Mitglieder. Das heutige Evangelisch-lutherisches Missionswerk in Niedersachsen, das u. a. aus der Hermannsburger Mission hervorging, sieht seine Aufgabe in der Unterstützung der neuentstandenen Kirchen in Übersee.
Waßmann erhielt 1951 von der äthiopischen Regierung zwar die Erlaubnis, ins Inland zurückzukehren, um dort seine Arbeit wieder aufzunehmen, doch da die Regierung die Genehmigung zur Einreise weiterer theologischer Mitarbeiter hinzog, sah sich Waßmann gezwungen, nach Addis Abeba zu gehen und sich dort längere Zeit aufzuhalten. Am 7. Januar 1954 verstarb er dort infolge eines Malaria-Anfalls und einer Flecktyphuserkrankung.

## Schriften
- Das Oromovolk auf unserm abessinischen Missionsfelde, Hermannsburg 1935
- Pionierdienst unter den Galla in Westabessinien, Hermannsburg 1938
- Aschana, der Sohn der Zauberin, Hermannsburg 1947
- Der Ziegenjunge von Aira, Hermannsburg 1947
- Durchbruch des Evangeliums im Galla-Land, Hermannsburg 1948